# ナガンM1895
ナガンM1895は、1890年代初期にナガン兄弟によってベルギーで開発された回転式拳銃である。

## 概要
ナガン兄弟は兄であるエミール・ナガン（Emile Nagant）と弟であるレオン・ナガン（Leon Nagant）の2人を指す。ナガンのリボルバーはスウェーデンやポーランドなど多くの国で使用されたが、最も熱心な顧客はロシア帝国（後のソビエト連邦）であった。M1895という名前はロシア政府が採用した年が1895年であったことに由来している（ベルギーから輸出されたのは1898年）。
本銃は回転式拳銃（リボルバー）で、ダブルアクションタイプとシングルアクションタイプの2種類があった。装填・排莢はシリンダー右後方にあるローディングゲートを開き、ハンマーをハーフコックにしてシリンダーを回転できるようにしたうえで、1発ずつ行う。排莢に際しては、銃身の下に設けられたロッドを右に振り出し、後ろへ押し込むと空薬莢または不発射弾薬をシリンダーから押し出すことができる。口径は7.62mmで、弾丸は専用の7.62×38mmRナガン弾を使用し、装弾数は当時としては珍しい7発であった。
ナガン弾はカートリッジの先端が弾頭先端のやや先まで伸びていて、カートリッジを側面から見ると弾頭は内部に隠されている。またカートリッジの先端はやや絞られている。本銃の特徴として、回転弾倉の前面にガスシーラーとして機能する加工が施されていることがあげられる。引き金を引くと回転弾倉が回り、カートリッジごと前進してバレルと弾倉の隙間をふさぎ、加えてカートリッジの先端がバレル後端に挿入される。撃発と同時に発射ガスによる圧力を受けてカートリッジの先端ふちが広がり、バレルの内側に密着してガスの漏れを防ぐ。このため、リボルバーの最大の弱点である燃焼ガス漏れがほぼ完全に解消でき、弱装弾であっても十分に使用することができる。また、この特異な機構により、リボルバーとしては珍しくサプレッサーが使用可能である。サプレッサーはブラミット・デバイス（Bramit device）と呼ばれ、後の赤軍やソ連軍将校・特殊部隊が使用したという。
元来はシングルアクションとダブルアクションを併用できるが、帝政ロシア時代には速射をあまり重視しない兵科の下士官兵向けとして、シングルアクション専用型も採用された。一般的なリボルバーに比べて回転弾倉を前進させる機能が追加されているため、ダブルアクションの操作力はより重いものになっている。長く伸びたファイアリングピンを折りたたむことで安全に携行できる（馬上での使用のため、ダブルアクションが重宝されたと言われる）。
しかしながら、本銃はシリンダーをスイングオープンできないタイプの旧式リボルバーであり、S&Wやコルトのリボルバーがスイングオープンを採用した1900年代初頭にはすでに時代遅れの銃となった。さらに、専用の弾丸が必要であるうえ、構造が複雑であり汎用性に欠けていた。
それでも、社会主義体制下のソ連では1930年まで標準的な軍用拳銃であり、後継のトカレフTT-33と共に1944年までは生産が続けられたと言われている（第二次世界大戦時にはドイツの拳銃は9mm口径、アメリカの拳銃は.45口径（11.43mm）が標準であったのにもかかわらずである）。その後もスポーツタイプとして7.62mm弾と.22LR弾を使用するタイプが作られたとされるが、詳細は不明である。

## 登場作品

### 映画
『シャーロック・ホームズ』
サプレッサーを装着したものが登場。
『スターリングラード (2001年の映画)』
ソビエト軍将校が使用。
『シティーハンター 愛と宿命のマグナム』
サプレッサーを装着したものが登場。

### 漫画
『ウクライナ混成旅団』
単行本「幻の豹 The Panther in Ukraina 1950」または「独立戦車隊」収録作品。UPA幹部のリアシェンコの主武器として登場。暴動の際、赤軍の看守1名を本銃で射殺する。
『ゴールデンカムイ』
菊田特務曹長が日露戦争時の鹵獲品を大量に所持しており、作中でも戦闘時に使用している。

### 小説
『ホワイトアウト』
小説・映画版に、テロリスト集団「赤い月」の残党がロシアからAK-47とともに密輸した銃として登場。主に「赤い月」リーダーの宇津木弘貴が使用する。漫画版では、トカレフTT-33に変更されている。

### ゲーム
『Battlefield1』
DLC第2弾 「IN THE NAME OF THE TSAR」にて「Nagant Revolver」という名称で登場。
『PLAYERUNKNOWN'S BATTLEGROUNDS』
「R1895」という名称で登場。実銃とは異なり、シングルアクションとなっている。
『Red Orchestra 2 Heroes of Stalingrad』
『Team Fortress 2』
『ドールズフロントライン』
星2戦術人形（萌え擬人化）として「M1895」の名称で登場。
『メダル・オブ・オナー アライドアサルト リロード』